# Protaetia hiekeiana
Protaetia hiekeiana är en skalbaggsart som beskrevs av Miksic 1970. Protaetia hiekeiana ingår i släktet Protaetia och familjen Cetoniidae. Inga underarter finns listade i Catalogue of Life.